# Municipio de La Huerta
El municipio de La Huerta es uno de los 125 municipios que pertenecen al estado de Jalisco, México. Localizada en la costa sur del estado, su cabecera es la población del mismo nombre. Dentro del municipio se encuentra la Reserva de la Biósfera Chamela-Cuixmala.

## Geografía
El municipio de La Huerta tiene una extensión territorial de 2 013.67 kilómetros cuadrados, sus coordenadas geográficas máximas son 19° 13′ - 19° - 46" de latitud norte y 104° 31' - 105° 14" de longitud oeste. El municipio de La Huerta está situado en la región sureste del estado, y su altitud fluctúa entre 0 y 1 300 metros sobre el nivel del mar.

### Límites municipales
Tiene límites administrativos con los siguientes municipios y/o accidentes geográficos, según su ubicación:
| Noroeste: Tomatlán     | Norte: Villa Purificación | Nordeste: Casimiro Castillo         |
| Oeste: Océano Pacífico |                           | Este: Cuautitlán de García Barragán |
|                        | Sur: Océano Pacífico      | Sureste: Cihuatlán                  |

### Orografía
Se conforma principalmente de zonas accidentadas (70 %), también hay zonas planas en su mínima proporción (7 %), con alturas entre los 500 y los 600 m s. n. m.; el resto del territorio son zonas semiplanas (23 %).

### Hidrografía
Sus recursos hidrológicos son proporcionados principalmente por tres ríos; San Nicolás, Cuitzmala y Purificación.
También tienen arroyos: Chámela, Guaya-bos, Huehenes e Higueral.
En la costa se encuentran algunos esteros, como: El Verde, El Rosario, El Jabalí, La Albufera de la Fortuna y Salinas de Chámela.

## Clima
El clima es semiseco, con otoño, invierno y primavera secos, y cálido, sin cambio térmico invernal bien definido.
La temperatura media anual es de 25,2 °C, con una máxima de 32,8 °C y mínima de 17,6 °C.

## Geología
La región costera del municipio está conformada por terrenos que pertenecen al periodo terciario; por la parte norte pertenece al periodo cetácico y trásico jonásico.

## Suelos
La composición de los suelos es de tipo predominantes Bisol Crómico, Luvisol Crómico, Litosol, Feozem Háplico, Cambisol Crómico, Solonchak Ortico y Gleyco.
El municipio tiene una superficie territorial de 174 971 ha, de las cuales 11 343 son utilizadas con fines agrícolas, 40 100 en la actividad pecuaria, 123 045 son de uso forestal y 483 hectáreas son suelo urbano.

## Vegetación y flora
Su vegetación se compone básicamente de especies maderables, como: caoba, primavera, pino, cedro rojo, parota y encino. Destacan también aguacate, café y otras especies.

## Fauna
Venado, conejo, tigrillo, liebre, coyote, lobo, ardilla, caimanes y cocodrilos (Hallándose principalmente en La Manzanilla, pueblo costero perteneciente a este municipio de La Huerta) y arácnidos habitan esta región.

## Demografía
De acuerdo al último censo, realizado en 2010 por el Instituto Nacional de Estadística y Geografía; el municipio posee una población de 23 428 habitantes, de los que 11 845 son hombres y 11 583 son mujeres.

### Localidades
En el censo de 2020 el municipio de La Huerta contaba con 108 localidades.
| Código INEGI      | Localidad         | Población (2020) |
| ----------------- | ----------------- | ---------------- |
| 140430001         | La Huerta         | 7 954            |
| 140430062         | La Manzanilla     | 1 592            |
| 140430026         | La Concepción     | 1 485            |
| 140430036         | Emiliano Zapata   | 1 352            |
| 140430146         | Pérula            | 1 076            |
| Otras localidades | Otras localidades | 9 799            |
| Total municipal   | Total municipal   | 23 258           |

## Hechos históricos
- 1524: Francisco Cortés de San Buenaventura realizó la conquista de esta región.
- 1756: el rey de España le dio el título de Comunidad indígena.
- 1827: el Cura Vicente Monroy levantó un censo de la población y la registra con el nombre de "Jesús María". Más tarde, Don José Olmedo Plantó una gran huerta en la margen oriental del Arroyo, junto a las casas de la ranchería y el pueblo la llamó "Huerta de Olmedo". Posteriormente Agapito Flores, párroco de la Villa ordenó que se le llamara "Huerta de Jesús María".
- 1883: fue comisaría dependiente de Villa Purificación.
- 1943: se erigió Delegación Municipal.
- 1944: un ciclón causa muerte y destrucción en la población.
- 1946: con el nombre de La Huerta, por decreto n.º 5184 de fecha 14 de noviembre se le declara municipio.
- " 1971 el 31 de agosto de 1971 la población, incluyendo la zona costera, fue azotada por el huracán "Lily" con vientos huracanados de 120 km/h, causando inundaciones y destrozos en muchas viviendas, sobre todo en la zona de playas, dichas inundaciones cubrieron totalmente la carretera federal en la parte norte de la población, en el lugar donde se encuentra asentada la ahora colonia "el maguey", por lo que fue necesario evacuar todas las viviendas y trasladarse la gente al templo en cuyo lugar pasaron varios días hasta que disminuyó el volumen de agua
- " 1973 el 30 de enero de 1973, a las 15.00 horas aproximadamente fue sentido un sismo, (desconociendo de cuantos grados) el cual por su magnitud, derrumbó muchas viviendas
- 1995: el 9 de octubre a las 9.00 horas aproximadamente un sismo de 7,5 grados en la escala de Richter sufrido en la costa de Jalisco cobró vidas, heridos y afectados por la destrucción de viviendas.

## Actividades Económicas

### Agricultura
Este Municipio produce granos, principalmente maíz y sorgo, pero en las tierras de riego se da la caña de azúcar y las frutas como sandía, mango, tamarindo y algunos cítricos como la naranja y el limón , que tiene un alto nivel de competitividad por lo que se exportan masivamente tanto dentro como fuera del estado.

### Ganadería
- Cuenta con las siguientes cabezas:
- 50,854 bovinas
- 8,355 porcinas
- 16,668 avícolas

### Industria
42 establecimientos instalados, destacando la fabricación de bebidas no alcohólicas, la fabricación de productos de madera, muebles no metálicos y azulejos mosaicos.

### Minería
Existen yacimientos de minerales metálicos, como hierro, magnesio, oro, plata, cobre y estaño; además de yacimientos de ópalo y mármol.

### Comercio
Principalmente de artículos de primera y segunda necesidad, como son: alimentos, calzado, vestido y muebles para el hogar, aparatos eléctricos, materiales de construcción, libros papelerías, discos, etc.

## Comunicaciones y transportes
Al municipio se puede arribar por la carretera n.º 80 Guadalajara-Barra de Navidad o Barra de Navidad-Puerto Vallarta, que entronca también a la misma carretera n.º 80 siendo esta vía, la única para el acceso a la población, esta carretera está clasificada por la Secretaría de Comunicaciones y transportes como una carretera tipo "C". Esta es una carretera de dos carriles solamente, sin acotamiento y en algunos de sus tramos un poco angosta y con sinuosidades que se prolongan hasta por 28 kilómetros seguidos, como es el tramo que se encuentra entre las poblaciones de Casimiro Castillo y Autlan de Navarro, Jalisco
Hay caminos de terracería y pavimentados que lo enlazan con sus localidades.
Existen 4 aeropistas distribuidas estratégicamente en el municipio.
También cuenta con servicio de correo, telégrafo, teléfono, Internet y televisoras como lo son Cosmored, SKY y Dish (por el momento)

## Salud
La atención a la salud es prestada por el "Instituto Mexicano del Seguro Social" (IMSS), con ocho unidades médicas y 2 unidades de medicina familiar, contando con 6,956 derechohabientes y 4,423 habitantes que hacen uso de estos servicios médicos; por la Secretaría de Salud del Gobierno del Estado y por el Instituto de Seguridad Social de los Trabajadores del Estado (ISSSTE), con una unidad médica, contando con 1,297 derechohabientes mismos que hacen uso de estos servicios. En la cabecera municipal se encuentran algunos consultorios médicos particulares.

## Servicios públicos
El municipio ofrece a sus habitantes los servicios de agua potable (69.1%), drenaje y alcantarillado (50.3%), electricidad (82.6%), parques y jardines, alumbrado público, mercados, rastros, panteones y seguridad pública.

## Religión
De 17,814 habitantes mayores de 5 años: 17,081 católicos; 256 protestantes evangelistas; 17 judíos; 121 otras creencias; 209 no creyentes

## Educación
- Preescolar

Alumnos 1,131
Grupos 114
Docentes 65
Escuelas 43
- Educación especial

Alumnos 31
Grupos 6
Docentes 4
Escuelas 1
- Primaria

Alumnos 4,052
Grupos 317
Docentes 180
Escuelas 54
- Secundaria

Alumnos 1,244
Grupos 55
Docentes 79
Escuelas 13
- Educación Media Superior

Centro de Estudios Científicos y Tecnológicos del Estado de Jalisco (CECyTEJ) Módulo de Cihuatlan.
Escuela Preparatoria Regional de Casimiro Castillo Módulo La Huerta
- Educación Superior

Instituto Tecnológico Superior de La Huerta

## Vivienda
- Total de viviendas 5,345
- Promedio de ocupantes por vivienda 4.25

## Cultura

### Arte
Existe un busto de Miguel Hidalgo y Costilla, en el jardín principal y varios murales en las calles del pueblo.

### Traje típico
El traje típico del municipio es el calzón de manta hasta el tobillo, camisa de manta y una franja roja en la cintura con las puntas hacia abajo y el sombrero de palma y huarache, para los hombres. Falda larga ancha, de casi manta, con bordados, blusa de manga corta y rebozo, para las mujeres.

### Artesanías
Destacan los productos de concha grabada, muebles típicos de otate, cachas para pistolas, textiles y bordados, así como fabricación de huaraches rústicos de suela de hule y cuero de cerdo, fabricación de chacaleras de otate, muebles de maderas de pino, parota cedro, barcino (los muebles fabricados son desde un simple buró hasta comedores, peinadores,y todo lo necesario para el hogar, comercio, etc.)soguillas de cuero para uso ganadero, etc.

### Fiestas populares
El Pueblo de la Huerta da inicio a sus fiestas populares cada 29 de noviembre con un novenario en honor a la de la Inmaculada Concepción Patrona del lugar y de la Delegación de la Concepción, que se celebra el día 8 de diciembre; diariamente a las 5:00 se llevan mañanitas al templo en las que participan jóvenes de las localidad y la población en general a las 12:00 se reciben las Peregrinaciones que vienen de las diversas rancherías del Municipio; a las l7:00 se organizan durante todo el novenario peregrinaciones compuestas por los fieles de los diversos barrios en que está dividida la Cabecera Municipal, encabezados por un grupo de bellas danzas que utilizan un atuendo vistoso y colorido, representando a las principales culturales mexicanas; finalmente después de la celebración de la Eucaristía el pueblo se traslada a gozar de diversos antojitos mexicanos y a divertirse en los juegos mecánicos que se instalan con motivo de la fiesta; El día de la Fiesta se culmina con juegos pirotécnicos.
Al terminar la celebración de la fiesta de la Purísima Concepción, el día 9 de diciembre da inicio la celebración del triduo en honor a la Virgen de Guadalupe que se celebra nacionalmente el 12 de diciembre de cada año, siguiéndose el mismo procedimiento anterior y termina con un magno acontecimiento religioso, quemándose vistosos juegos pirotécnicos donados por la población.

### Recreación y deportes
Dispone de teatro, centros recreativos e instalaciones deportivas.